# Emma Elizabeth Smith
Emma Elizabeth Smith (c. 1843 – 4 de abril de 1888) foi uma prostituta e vítima de assassinato por origens misteriosas no final do século XIX em Londres. Seu assassinato foi o primeiro da série que ficou conhecida como assassinatos de Whitechapel, e é possível que ela tenha sido a primeira vítima do famoso assassino em série Jack, o Estripador, embora essa possibilidade é desconsiderada pela maioria dos acadêmicos modernos.

## Vida e assassinato
A vida de Emma antes de seu assassinato em 1888 é um mistério. Os arquivos policiais foram coletados durante a investigação, mas a maioria ou está desaparecido, aparentemente levado, extraviado ou descartado dos arquivos da Polícia Metropolitana antes que fossem transferidos ao registro público. Nos arquivos sobreviventes, o inspetor Edmund Reid registrou uma "aparente filha e filho de Emma vivendo em Finsbury Park". O detetive Walter Dew escreveu:
Seu passado era um livro fechado até para seus amigos mais íntimos. Tudo que ela contou dela mesma era que era uma viúva que há mais de dez anos tinha deixado seu marido e apagado todo seu passado.

Tinha algo sobre Emma Smith que sugere que houve um tempo em sua história em que os confortos da vida não tinham sido negados a ela. Existia uma eloquência de cultura em sua fala, não usual para sua classe.

Uma vez quando perguntada o porquê ela tinha apagado tão completamente sua antiga vida ela respondeu um pouco melancolicamente:"Eles não entenderiam mais agora do que entenderam antes. Eu devo deixar meu passado de alguma maneira.
No período em que foi assassinada em 1888, ela estava vivendo em uma casa comum na George Stree (agora renomeada Lolesworth Street), Spitalfields, East End (Londres). Ela foi cruelmente assaltada na junção da Osborn Street e Brick Lane, Whitechapel, nas primeiras horas da terça de 3 de abril de 1888. Ela sobreviveu ao ataque e, embora ferida, conseguiu voltar para sua casa. Emma contou para uma detentoras da residência, Mary Russel, que ela foi atacada por dois ou três homens, sendo um deles um adolescente. Russel e uma das outras inquilinas, Annie Lee, levaram-na para o Royal London Hospital, onde foi tratada pelo cirurgião George Haslip. Emma entrou em coma e morreu no dia seguinte às nove da manhã. Uma investigação médica pelo cirurgião Dr. G. H. Hillier revelou que o objeto que a cortou foi introduzido em sua vagina, rompendo o peritônio. A polícia não foi informada do incidente até 6 de abril, quando eles foram requeridos a fizeram um inquérito no dia seguinte. O inquérito no hospital, o qual foi conduzido por Wynne Edwin Baxter, teve as participações de Russel, Hillier e o inspetor chefe local da Polícia Metropolitana de Londres, Divisão H de Whitechapel, John West. O inquérito teve como resultado o veredito de assassinato por uma ou mais pessoas desconhecidas.
O Inspetor Chefe West colocou as investigações nas mãos do Inspetor Edmund Reid da Divisão H. Reid percebeu em seu relatório que a roupa de Emma estava "estava tão suja e em pedaços que era impossível dizer se qualquer parte tinha sido rasgada recentemente". Walter Dew, que constantemente participava da Divisão H, posteriormente descreveu em sua investigação:
Como é em cada caso de assassinato nesse país, seja quão pobre e infeliz a vítima deve ser, a polícia deve fazer o máximo esforço para investigar os assaltantes de Emma Smith. Seja em lugares prováveis ou improváveis para procurar pistas. Centenas de pessoas foram interrogadas. Dezenas de declarações foram feitas. Soldados da Torre de Londres [que participavam da divisão H] foram questionados por seus movimentos. Navios e docas foram vasculhados e vendedores interrogados.
Smith não descreveu os homens que a atacaram e nenhum testemunha veio fornecer pistas ou achada. As investigações se provaram infrutíferas e o assassino ou assassinos nunca foram pegos.

## Assassinatos de Whitechapel
O caso é listado como o primeiro dos onze assassinatos de Whitechapel nos arquivos da Polícia Metropolitana. Embora jornais da época liguem a morte com os assassinatos posteriores, que supostamente foram cometidos por um mesmo assassino chamado "Jack, o Estripador", sua morte provavelmente não está ligada com os assassinatos mais tardios. Com a exceção de Walter Dew, que pensava que Smith foi a primeira vítima do Estripador, a polícia suspeitou que era um incidente não relacionado de uma gangue criminosa. Smith ou recusou ou não pode descrever seus assassinos, provavelmente porque ela temeu represálias. Prostitutas eram frequentemente abordadas por gangues, e Smith poderia ter sido atacada por seus cafetões por desobedece-los ou por ser parte da intimidação deles.